# Uuno Klami

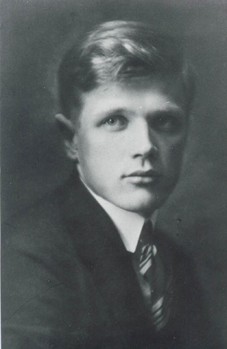
Uuno Klami

Uuno Klami (Virolahti, 20 september 1900 - aldaar, 29 mei 1961) was een Fins componist. Hij geldt als een van de belangrijkste Finse componisten na Jean Sibelius. Klami nam afstand van de laat-romantische stijl, maar verwerkte velerlei invloeden van zijn eigen tijd in zijn werk. Hij liet zich vooral inspireren door de orkestratiekunst van Maurice Ravel en van Igor Stravinsky in diens Russische periode. Zijn themakeuze is daarbij stevig geworteld in de Finse traditie: ook Klami verwerkte de Kalevala, het Finse nationale epos, in zijn muziek, bijvoorbeeld in zijn Kalevala-orkestsuite. 

## Leven enwerk
Uuno Klami, die al op vierjarige leeftijd zijn vader verloor, volgde zijn muziekopleiding aanvankelijk in Helsinki, waar Erkki Melartin zijn leermeester was. In 1924-1925 studeerde hij in Parijs, waar hij onder meer lessen volgde bij Ravel en zijn pianoconcert Une nuit à Montmartre schreef. In 1928-1929 vervolgde hij zijn opleiding in Wenen bij Hans Gál. Rond 1930 begon hij als componist naam te maken. Zijn bekendste werk, de Kalavala-suite (Kalevala-sarja), kwam in 1932 tot stand. In dat jaar trad hij als muziekrecensent in dienst van het dagblad Helsingin Sanomat, waaraan hij tot 1959 verbonden zou blijven. Uit deze periode dateren ook werken als de Tsjeremissische fantasie voor cello en orkest (1931) en de suite Zeebeelden (Merikuvia, 1932; Klami's geboorteplaats lag aan zee).
In 1938, het jaar waarin hij de eerste van zijn beide symfonieën voltooide, kreeg Klami een levenslange staatsbeurs als componist. Pas toen hij in 1959 benoemd werd tot lid van de Finse Academie (Suomen Akatemia) verbeterde zijn financiële positie substantieel. In die periode werd zijn werk overigens als achterhaald beschouwd: Klami hield zich verre van de twaalftoonstechniek en andere principes die destijds in de mode waren. 
Tot zijn latere werken behoort het Lied van het Kuujärvimeer (Laulu Kuujärvestä) voor bariton en orkest uit 1957 op een tekst van Yrjö Jylhä, ter herinnering aan de Winteroorlog en de Vervolgoorlog. Klami had in deze beide oorlogen gediend bij de geneeskundige troepen, maar bovendien eerder al meegestreden in de Estische onafhankelijkheidsoorlog van 1918 en de Aunus-expeditie van 1919.
Zijn ballet Wervelingen (Pyörteitä) was nog niet af, toen Klami in 1961 onverwacht stierf na een hartaanval. Kalevi Aho heeft het werk voltooid.
De kosmopoliet Klami kan stilistisch vooral worden beschouwd als een eclecticus. Een van zijn werken (het deel 3 Bf. uit de Zeebeelden) doet zelfs zo sterk aan Ravels Bolero denken dat critici van meet af aan de wenkbrauwen fronsten. De sombere sfeer die het werk van veel van zijn Finse voorgangers kenmerkt is in Klami's muziek doorgaans afwezig.